# Jakob Næsager
Jakob Næsager (født 20. november 1973 i Aalborg) er dansk politiker, medlem af Københavns Borgerrepræsentation for Det Konservative Folkeparti fra 2010 som er børne- og ungdomsborgmester fra 2022.
Han er cand.jur. fra Københavns Universitet i 1997, og  tidligere kontorchef i Styrelsen for International Rekruttering og Integration.
I 2018 blev han tildelt Ridderkorset.